# Tutankamon
Tutankamon, Tutankhamon o Tutankhàmon va ser l'antepenúltim faraó de la dinastia xviii de l'antic Egipte. Va succeir a Semenkhare, qui podria haver estat el seu germà, i va governar durant uns 10 anys (1335/1336 a 1325/1327 aC). Malgrat la seva fama popular actual, deguda al fet poc habitual que la seva tomba es va descobrir gairebé intacta, fou un faraó de poca importància de la dinastia. Va morir molt jove, i se l'anomena sovint el rei-nen. La seva mort va marcar el cessament de la línia reial de la dinastia. A més, Tutankamon va ser un dels pocs reis adorats com a divinitat durant la seva vida; això es feia normalment pòstumament per a la majoria dels faraons.
El descobridor de la seva tomba el 1922, Howard Carter, va escriure l'octubre del 1925, quan finalment es va obrir el sarcòfag del faraó descobrint-hi diversos objectes d'or: “Em va fer pensar en tota la riquesa que devia contenir aquesta vall. Tutankamon era potser un dels faraons menys importants dels 27 que hi ha enterrats. Vaig començar a ser llavors conscient de l'abast de tots els robatoris que hi havia hagut a Luxor.”
Alguns dels seus tresors han viatjat per tot el món amb una resposta popular sense precedents. El Consell Suprem d'Antiguitats d'Egipte va permetre que diferents artefactes de la col·lecció viatgéssin arreu del món a partir del 1962, primer amb l'exposició al Louvre de París, seguida del Museu Municipal d'Art de Kyoto, al Japó. Aquestes exposicions van atreure milions de visitants. El segon tour al període 1972-1979 va arribar als Estats Units, la Unió Soviètica, el Japó, França, el Canadà i l'Alemanya Occidental.
No hi va haver noves exposicions internacionals fins a la del 2005-2011, en la qual es presentaven també els predecessors de Tutankamon de la dinastia xviii, inclosos Hatxepsut i Akhenaton, però no incloïa la famosa màscara mortuòria daurada. L'última gira dels tresors és la del període 2019-2022. Va començar a Los Angeles i finalitzarà el 2022 per al centenari de la descoberta de la tomba, al nou Gran Museu Egipci del Caire que, per primera vegada, mostrarà la col·lecció completa de Tutankamon, reunida de tots els museus i repositoris d'Egipte.
Després de la prematura mort de Tutankamon després d'una dècada de regnat, el seu Djati, i potser el seu avi, Ay, va assumir el tron, probablement es va casar amb Ankhesenamon, malgrat que el comandant en cap de Tutankamon, Horemheb, havia estat designat per Tutankamon com a hereu. El regnat d'Ay va ser sobtadament curt, i Horemheb es va convertir en faraó a continuació, possiblement també es va casar breument amb Ankhesenamun fins a la seva prematura mort un parell d'anys després del llarg regnat d'Horemheb. Horemheb va poder assegurar el tron a causa de la mort de l'hereu designat d'Ay, el Generalíssim Nakhtmin, cap al final del regnat d'Ay. Va ser Horemheb qui va vetllar perquè es completés la restauració de l'antiga religió egípcia tradicional, restablint la nació. En el seu moment, Horemheb havia seleccionat aleshores un oficial militar civil, Ramsès I, com a hereu del tron, que ja tenia un net, Ramsès II, que després es convertiria en el tercer faraó de la Dinastia xix.

## Genealogia

### Estudis genètics
Un estudi genètic, publicat el 2020, va revelar que Tutankamon tenia els haplogrups R1b del Cromosoma Y, originari de l'Àsia occidental i que avui constitueixen entre el 50 i el 60% del fons genètic dels europeus moderns, i K de l'ADN mitocondrial, originari del Pròxim Orient. Comparteix aquest haplogrup Y amb el seu pare, la mòmia KV55 (Akhenaton), i el seu avi, Amenhotep III, i el seu haplogrup d'ADNmt amb la seva mare, The Younger Lady, la seva àvia, Tiy, i la seva besàvia, Tjuyu. Els perfils de Tutankamon i Amenhotep III eren incomplets i l'anàlisi va produir xifres de probabilitat diferents tot i tenir resultats d'al·lels concordants. Com que les relacions d'aquestes dues mòmies amb la mòmia KV55 s'havien confirmat prèviament en un estudi anterior, la predicció d'haplogrups d'ambdues mòmies es podria derivar del perfil complet de les dades KV55.
El 2022, S.O.Y. Keita va analitzar 8 dades d'anàlisi STR publicades originalment per Hawass et al. en estudis de 2010 i 2012. El primer d'aquests estudis havia investigat les relacions familiars entre 11 mòmies reials del Nou Regne, que incloïen Tutankamon i Amenhotep III, així com possibles trastorns hereditaris i malalties infeccioses. El segon d'aquests estudis havia investigat els Haplogrups Y i el parentiu genètic de Ramsès III i un home desconegut enterrat juntament amb ell. Keita va analitzar les dades STR d'aquests estudis mitjançant un algorisme que només té tres opcions: eurasiàtics, africans subsaharians i asiàtics orientals. Utilitzant aquestes tres opcions, Keita va concloure que la majoria de les mostres tenien una «afinitat de població amb africans subsaharianans en una anàlisi d'afinitat». No obstant això, Keita va advertir que això no vol dir que les mòmies reials «manquessin d'altres afiliacions», que va argumentar que havien quedat enfosquides en el pensament tipològic. Keita va afegir a més que diferents «dades i algorismes podrien donar resultats diferents», reflectint la complexitat del patrimoni biològic i la interpretació associada.

### Paternitat
La seva filiació és discutida, ja que no estan testimoniades en inscripcions supervivents. Les proves d'ADN han identificat el seu pare com la mòmia de la tomba KV55, que es creu que era el faraó Akhenaton. La seva mare va ser identificada com una mòmia de la tomba KV35, que també era la seva tia, anomenada informalment "The Younger Lady" (La dama més jove), d'identitat desconeguda.
Una inscripció d'Hermòpolis fa referència a «Tutankhuaten» com a «fill de rei», i en general es creu que va ser fill d'Akhenaton, encara que alguns alguns suggereixen en canvi que Smenkhkare era el seu pare. Les inscripcions del regnat de Tutankamon el tracten com un fill del pare d'Akhenaton, Amenhotep III, però això és només seria possible si els 17 anys de regnat d'Akhnaton incloissin una llarga corregència amb el seu pare, una possibilitat a la que molts egiptòlegs van donar suport abans, però que ara és abandonada.
Tot i que s'han fet alguns suggeriments que la mare de Tutankamon era Meketaton, la segona filla d'Akhenaton i Nefertiti, basant-se en un relleu de la Tomba reial a Amarna, aquesta possibilitat s'ha considerat poc probable donat que tindria uns 10 anys en el moment de la seva mort. Una altra interpretació del relleu anomena Nefertiti com la seva mare. Meritaton també ha estat presentada com la seva mare basant-se en un nou examen de la tapa d'una caixa i la túnica de coronació trobades a la seva tomba. Tutankamon va ser amamantat per una dona anomenada Maia, coneguda per la seva tomba a Saqqara.
L'any 2008, un equip de la Universitat del Caire va dur a terme anàlisis genètiques de les restes momificades de Tutankamon i d'altres que es pensaven o es coneixien com a reialesa del Nou Regne. Els resultats van indicar que el seu pare era la mòmia de la tomba KV55, identificada com Akhenaton, i que la seva mare era la mòmia de la tomba KV35, coneguda com la "The Younger Lady", que es va trobar que era la germana del seu marit. L'equip va informar que estava més del 99,99 per cent segur que Amenhotep III era el pare de l'individu de KV55, que al seu torn era el pare de Tutankamon. Una anàlisi genètica més recent, publicada el 2020, va revelar que Tutankamon compartia el seu haplogrup Y amb el seu pare, la mòmia KV55 (Akhenaton) i l'avi, Amenhotep III, i el seu haplogrup d'ADNmt amb la seva mare, The Younger Lady, la seva àvia, Tiy, i la seva besàvia, Tjuyu, mantenint els resultats de l'estudi genètic anterior.
Es desconeix la identitat de The Younger Lady, però no pot ser Nefertiti, ja que no se sabia que fos germana d'Akhenaton. Tanmateix, investigadors com Marc Gabolde i Aidan Dodson afirmen que Nefertiti era efectivament la mare de Tutankamon. En aquesta interpretació dels resultats de l'ADN, la proximitat genètica no es deu a una parella germà-germana, sinó al resultat de tres generacions de casaments entre cosins, fent de Nefertiti una cosina germana d'Akhenaton. S'ha qüestionat la validesa i la fiabilitat de les dades genètiques de les restes momificades a causa de la possible degradació a causa de la descomposició.

## Regnat

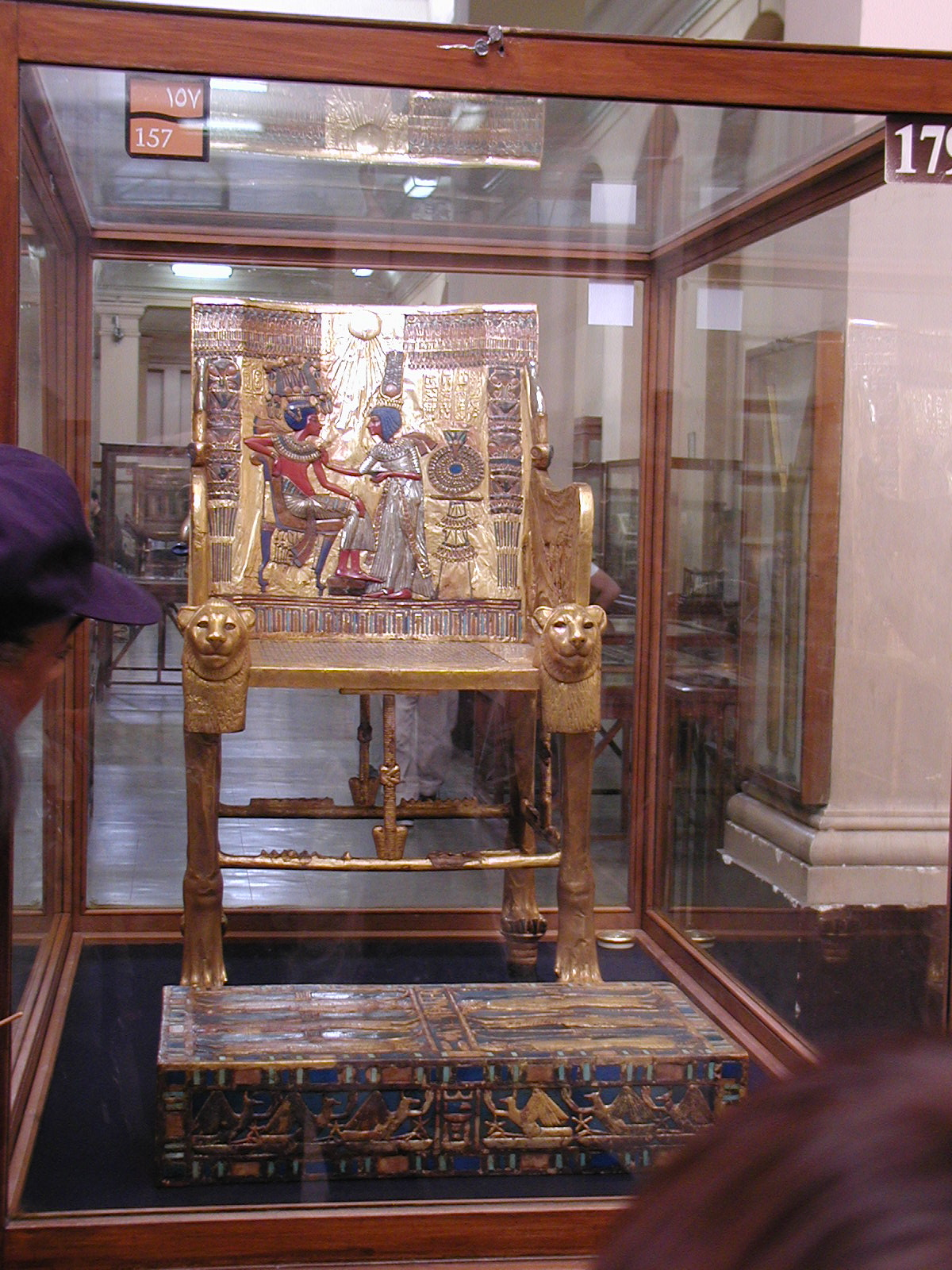
Tron de Tutankhamon

Tutankamon tenia entre vuit i nou anys quan va pujar al tron, cap al 1333 aC, i es va convertir en faraó, prenent el nom de tron Nebkheperure. Va regnar uns nou anys. Durant el regnat de Tutankamon la posició de Djati es va dividir entre l'Alt i el Baix Egipte. El Djati principal de l'Alt Egipte era Usermontu. Una altra figura anomenada Pentju també era Djati, però no és clar de quines terres. No se sap del tot si Ay, successor de Tutankamon, va ocupar realment aquest càrrec. Un fragment de làmina d'or de KV58 sembla indicar, però no amb certesa, que Ay es coneixia com un sacerdot de Maat juntament amb un epítet de "Djati, fador de maat". L'epítet no s'ajusta a la descripció habitual que fa servir el Djati regular, però pot indicar un títol informal. Pot ser que Ay utilitzés el títol de Djati d'una manera sense precedents.
Va heretar els conflictes i malestars originats pel seu pare i la seva gran esposa reial, la reina Nefertiti. Fou coronat a Memfis.
Per tal que el faraó, que ocupava un càrrec diví, estigués vinculat al poble i als déus, es van crear epítets especials per a ells en el moment del seu accés al tron. El titular egipci antic també el feia servir per demostrar les seves qualitats i vincular-les al regne terrestre. Els cinc noms es van desenvolupar al llarg dels segles començant amb el nom d'Horus. El Nom de Sa-Ra original de Tutankhamun, Tutankhaten, no tenia un nom Nebty o un Nom d'Horus d'or associat a ell ja que no s'ha trobat res amb el protocol complet de cinc noms. Tutankhaten es creia que significava "Imatge viva d'Aton" ja el 1877; tanmateix, no tots els egiptòlegs estan d'acord amb aquesta interpretació. L'egiptòleg anglès Battiscombe Gunn creia que la interpretació més antiga no encaixava amb la teologia d'Akenaton Gunn creia que aquest nom hauria estat blasfem. Va veure tut com un verb i no un substantiu i va donar la seva traducció el 1926 com La-vida-d'Aten-és-plaentera. El professor Gerhard Fecht també creia que la paraula tut era un verb. Va assenyalar que Akhenaton utilitzava tit com a paraula per a imatge, no tut. Fecht va traduir el verb  'tut com a "Ser perfecte/complet". Utilitzant Aten com a tema, la traducció completa de Fecht era "Un-perfecte-de-la-vida-és-Aten". El bloc Hermòpolis (dos fragments de blocs tallats descoberts a Ashmunein) té una grafia única del primer nomen escrit com Tutankhuaten; utilitza ankh com a verb, que admet la traducció més antiga de Imatge-vivent-d'Aten.
Si bé formalment la dinastia xviii finalitza amb el regnat de Horemheb, és molt probable que el jove Tutankamon fos l'últim faraó de sang reial de la dinastia.
Un sacerdot egipci anomenat Manetho va escriure una història completa de l'antic Egipte on es refereix a un rei anomenat Orus, que va governar durant 36 anys i va tenir una filla anomenada Acencheres que va regnar dotze anys i el seu germà Rathotis que va governar només nou anys. Els governants d'Amarna són centrals a la llista, però els investigadors no estan d'acord en el nom que correspon a la figura històrica. Orus i Acencheres s'han identificat amb Horemheb i Akhenaton i Rathotis amb Tutankamon. Els noms també estan associats amb Smenkhkare, Amenhotep III, Ay i els altres en un ordre diferent.
El seu paper resultà ser més important del que en un principi es pensava, i va ser un gran constructor que s'encarregaria de reparar els "mals" comesos per Akhenaton. La majoria dels rostres de les estàtues d'Amon d'aquesta època són les de Tutankhamon mateix. El seu regnat es caracteritzà per un retorn a la normalitat en el pla socioreligiós després de l'interludi protagonitzat pel seu pare. Aquest retorn fou gradual, restaurant el culte en els temples abandonats de déus com Ammon, Osiris, Ptah, etc. i permetent la celebració dels ritus pertinents.

### Situació heretada
El seu pare, Akhenaton (abans anomenat Amenofis IV), conegut com el faraó heretge, havia trencat la relació amb els poderosos sacerdots d'Ammon a Karnak i amb la resta de cultes de l'època, prohibint-ne els actes i qualsevol mena de manifestació religiosa. Va instituir un déu menor, Aton, el disc solar, com a únic déu del panteó egipci, creant la primera religió monoteista de la història coneguda. Va canviar el seu nom per Akhenaton. Va abandonar el palau reial de Malqata, a la riba oest del Nil davant de Tebes i va buscar un nou emplaçament per a la seva capital. El trobaria a l'actual Al-Amārna i li posaria el nom d'Akhetaton.
Amarna estava situada a uns 400 quilòmetres al nord de Tebes (avui Luxor) i a uns 315 al sud de l'actual capital al Caire. És en una zona força àrida i mancada de recursos i no s'han trobat altres assentaments a la vora. Hi va emprar bona part de les arques del país per a construir tota una ciutat des de zero, fet que posteriorment li causaria greus conflictes interns amb el poble egipci. La família es va aïllar del món i va intentar crear una vida idíl·lica i pacífica entorn del culte a Aton. Durant els últims anys del seu regnat i, sobretot, amb la desaparició d'Akhenaton, aquest món idíl·lic es va ensorrar. El seu successor, Smenkare, va intentar mantenir la situació, però només va regnar durant un any.

### Fi del període Amarna

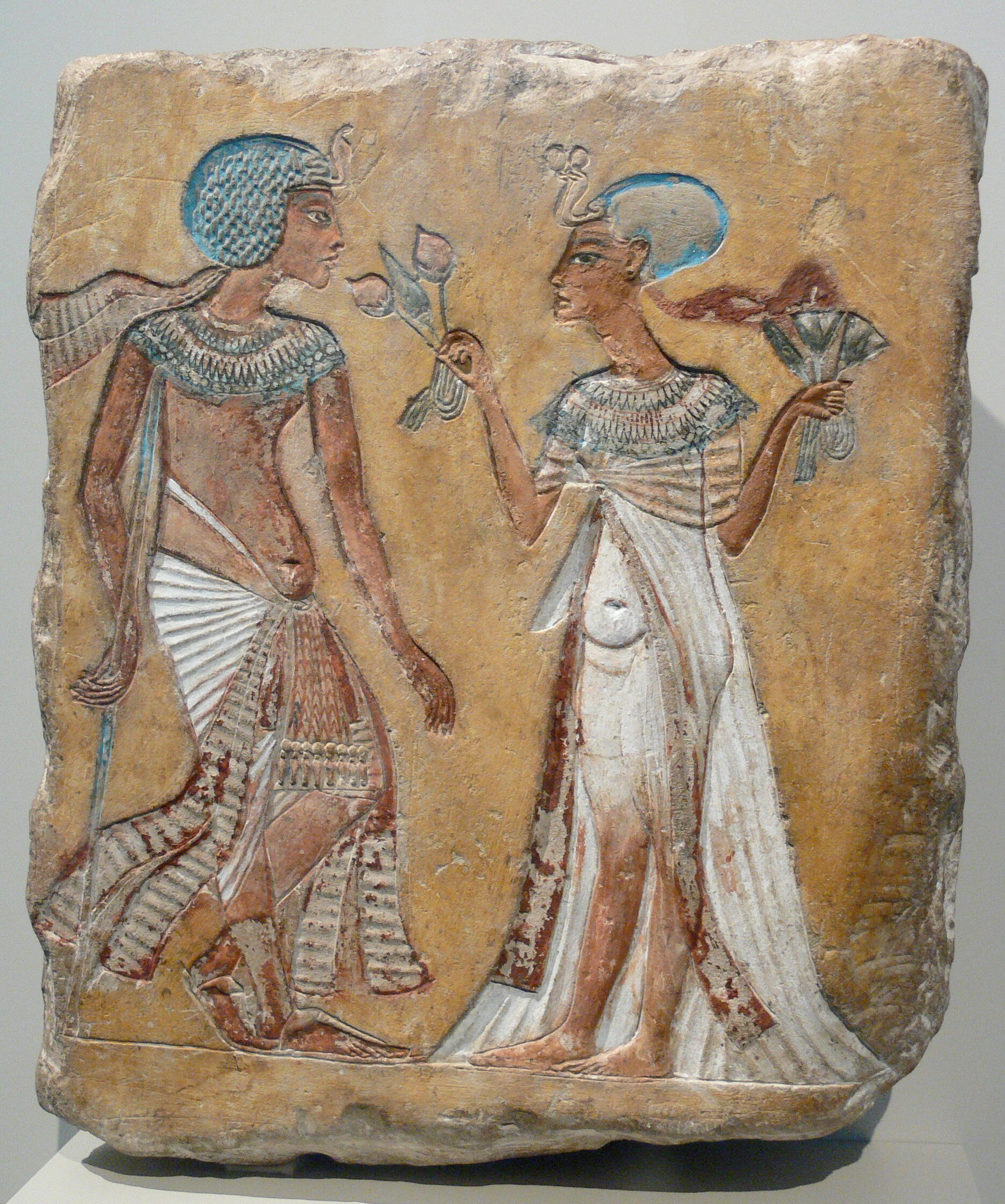
Art egipci del període Amarna

Al començament del regnat de Tutankhaton, la cort reial encara es trobava a Amarna, i les proves de la seva tomba mostren que encara es reconeixia Aton. Però diverses proves suggereixen que la seva cort intentava conciliar l'atenisme amb la religió tradicional, i l'activitat a Amarna va disminuir durant els primers quatre anys del seu regnat.
Aquests anys van veure canvis dramàtics de les polítiques d'Akhenaton, que, donada la jove edat del rei, devien ser instigades pels seus consellers. Al tercer any del regnat de Tutankhaton, el seu nom es va canviar a "Tutankamon", i la de la seva reina a "Akhesenamon". L'estela de la Restauració, que probablement data fins a l'any 4 del regnat de Tutankamon, caracteritza el període d'Amarna com una època de desastre, dient que "els temples i les finques dels déus i deesses des d'Elefantina fins als aiguamolls del Delta del Nil havien caigut en ruïna... Si demanessis consell a un déu, ell no assistiria; i si algú parlés amb una deessa de la mateixa manera, ella no assistiria." L'estela proclama la reconstrucció dels cultes tradicionals; els sacerdots i altres membres del personal del temple van ser restaurats a les seves posicions anteriors.
Al voltant d'aquesta època, la cort reial va abandonar Amarna. Memphis es va convertir en la seu principal de l'administració reial, continuant una tendència que datava dels predecessors d'Akhenaton, cap a l'administració del país des d'aquesta ubicació central en lloc de Tebes, més perifèric. Amb Amon restaurat com a deïtat preeminent d'Egipte, Tebes es va convertir una vegada més en el seu centre més gran d'activitat religiosa.

### Campanyes militars

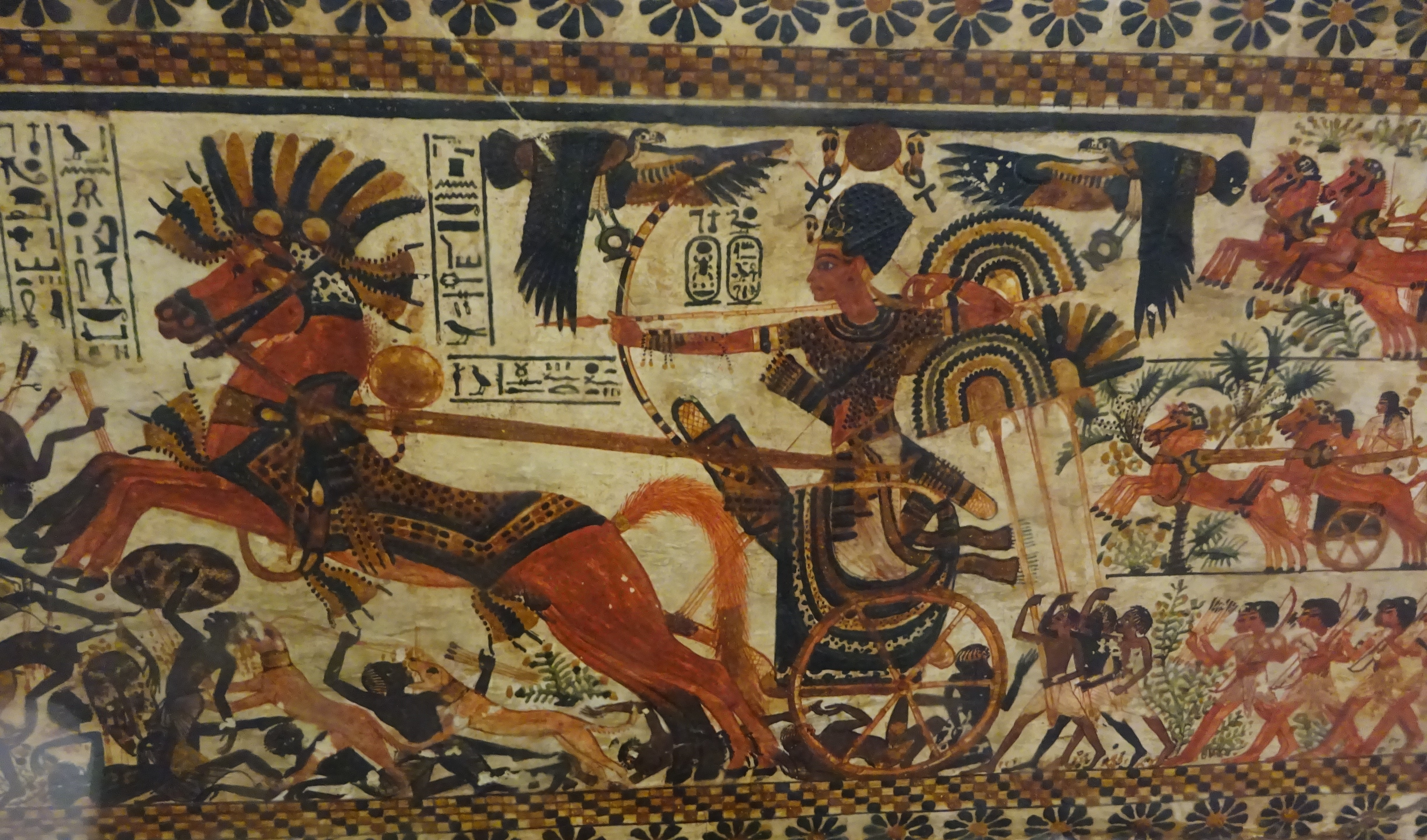
Tutankamon carregant contra enemics, 18a dinastia

El país era econòmicament dèbil i en agitació després del regnat d'Akhenaton. Les relacions diplomàtiques amb altres regnes havien estat descuidades, i Tutankamon va intentar restaurar-les, en particular amb els Mitanni. L'evidència del seu èxit la suggereixen els regals de diversos països trobats a la seva tomba. Malgrat els seus esforços per millorar les relacions, es van registrar batalles amb nubians i asiàtics al seu temple funerari de Tebes, amb victòries per a Egipte en tots dos casos. També, pel que se sap, el regnat militar de Tutankamon va ser invicte, i és un dels diveros regnats invictes de la història de l'antic Egipte.

#### Participació en la batalla
Fins a quin punt Tutankamon va participar en les batalles és una qüestió oberta i encara no s'ha arribat a un consens entre els investigadors. D'una banda, la seva tomba contenia un extens armament militar, com ara arcs, espases Khopesh, dagues, guàrdies de canellera, maces, escuts i una porra, cosa que suggereix que tenia un ampli entrenament en armes. Algunes imatges, tot i que probablement són figuratives, representen a Tutankamon com a participant directament en la guerra, com ara les representacions gràfiques de la batalla al cofre del tresor pintat de la seva tomba. Altres artefactes, com el reposapeus Nou arcs, bastons i sandàlies que representen enemics, i una imatge d'ell en fulla d'or durant el tir amb arc amb carro contra els enemics, també suggereixen que va participar activament en els conflictes internacionals d'Egipte. L'egiptòleg Bob Brier ha argumentat que s'inclina perquè Tutankamon sigui un guerrer participant activament en els seus darrers anys.
D'altra banda, donada la joventut de Tutankamon i les hipòtesis de discapacitats físiques, com una discapacitat especulada de que necessitava bastó, alguns historiadors es mostren escèptics sobre la seva participació en aquestes batalles. Tanmateix, alguns experts, com Sofia Aziz, Campbell Price i Raksha Dave han pres la posició que les especulacions sobre la fragilitat física de Tutankamon estan sobreestimades, argumentant que els danys a la mòmia han provocat un diagnòstic erroni. En canvi, argumenten que la visió científica més rigorosa és que era físicament actiu, i potser militarment participatiu. L'egiptòleg Charlotte Booth afirma que Tutankamon va participar en almenys dues batalles (una batalla nubia i una batalla asiàtica), no obstant això, assenyalant que altres investigadors suggereixen que potser només havia acompanyat l'exèrcit al camp de batalla per suport moral, en lloc de participar activament.

### Monuments i construcció

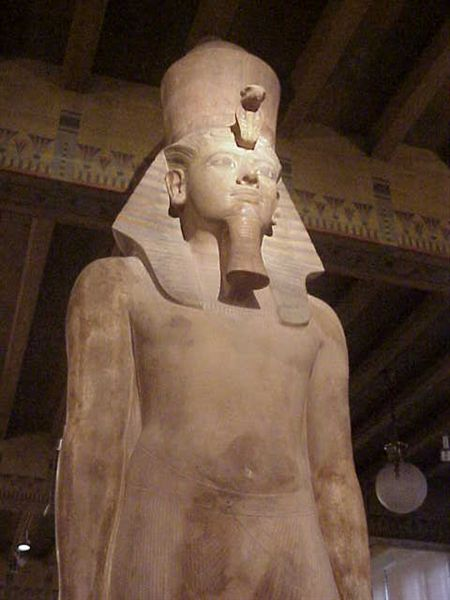
Estàtua de quarcita que es creu que és de Tutankamon del complex del temple de Medinet Habu

Tutankamon va enriquir i dotar les ordres sacerdotals de dos cultes importants, va iniciar un procés de restauració dels antics monuments que havien estat danyats durant el Període d'Amarna i va tornar a enterrar les despulles del seu pare a la Vall dels Reis.
Donada la seva edat, el rei probablement tenia consellers que presumiblement incloïen Ay (que va succeir a Tutankamon) i el general Horemheb, possible gendre i successor d'Ay. Horemheb registra que el rei el va nomenar "senyor de la terra" com a príncep hereditari per mantenir la llei. També va notar la seva capacitat per calmar el jove rei quan el seu temperament esclatava.
En el seu tercer any de regnat Tutankamon va revertir diversos canvis fets durant el regnat del seu pare. Va posar fi al culte al déu Aton i va restaurar el déu Amon a la supremacia. Es va aixecar la prohibició del culte a Amon i es van restaurar els privilegis tradicionals al seu sacerdoci. La capital va ser traslladada de nou a Tebes i la ciutat d'Akhetaton va ser abandonada. Com a part de la restauració dels cultes tradicionals, el rei va iniciar projectes de construcció, en particular a Karnak a Tebes, on va traçar avinguda de l'esfinx que conduïa al temple de Mut. Les esfinxs es van fer originalment per a Akhenaton i Nefertiti; les van donar nous caps de moltó i petites estàtues del rei. At Luxor temple he completed the decoration of the entrance colonnade of Amenhotep III. Tutankamon va fer diverses dotacions que van enriquir i afegir al nombre sacerdotal dels cultes d'Amon i Ptah. Va encarregar noves estàtues de les divinitats dels millors metalls i pedra i va fer noves bricbarques fetes amb el millor Cedre del Líban i les va fer adornar amb or i plata.
Un edifici anomenat Temple-de-Nebkhepere-Estimat-d'Amon-que-posa-Tebes-en-ordre, que pot ser idèntic a un edifici anomenat Temple-de-Nebkhepere-a-Thebes, un possible temple mortuori, va utilitzar talatat reciclat dels temples d'Aten de Karnak a l'est d'Akhnaton, cosa que indica que el desmantellament d'aquests temples ja estava en marxa. Molts dels projectes de construcció de Tutankamon estaven inacabats en el moment del seu mort i van ser completats o usurpats pels seus successors, especialment Horemheb. L'avinguda de l'esfinx va ser completada pel seu successor Ay i el conjunt va ser usurpat per Horemheb. L'Estela de la Restauració va ser usurpada per Horemheb; peces del Temple-de-Nebkhepere-a-Tebes es van reciclar en els projectes de construcció d'Horemheb.

### Deificació en vida
Els reis eren venerats després de la seva mort a través de cultes mortuoris i temples associats. Tutankamon va ser un dels pocs reis adorats d'aquesta manera durant la seva vida. Una estela descoberta a Karnak i dedicada a Amon-Ra i Tutankamon indica que es podria apel·lar al rei en el seu estat deificat per perdonar i per alliberar el peticionari d'una dolència causada pel pecat. Els temples del seu culte es van construir tan lluny com a Kawa i Faras a Núbia. El títol de germana del Virrei de Kush incloïa una referència al rei divinitzat, indicatiu de la universalitat del seu culte.

## Mort

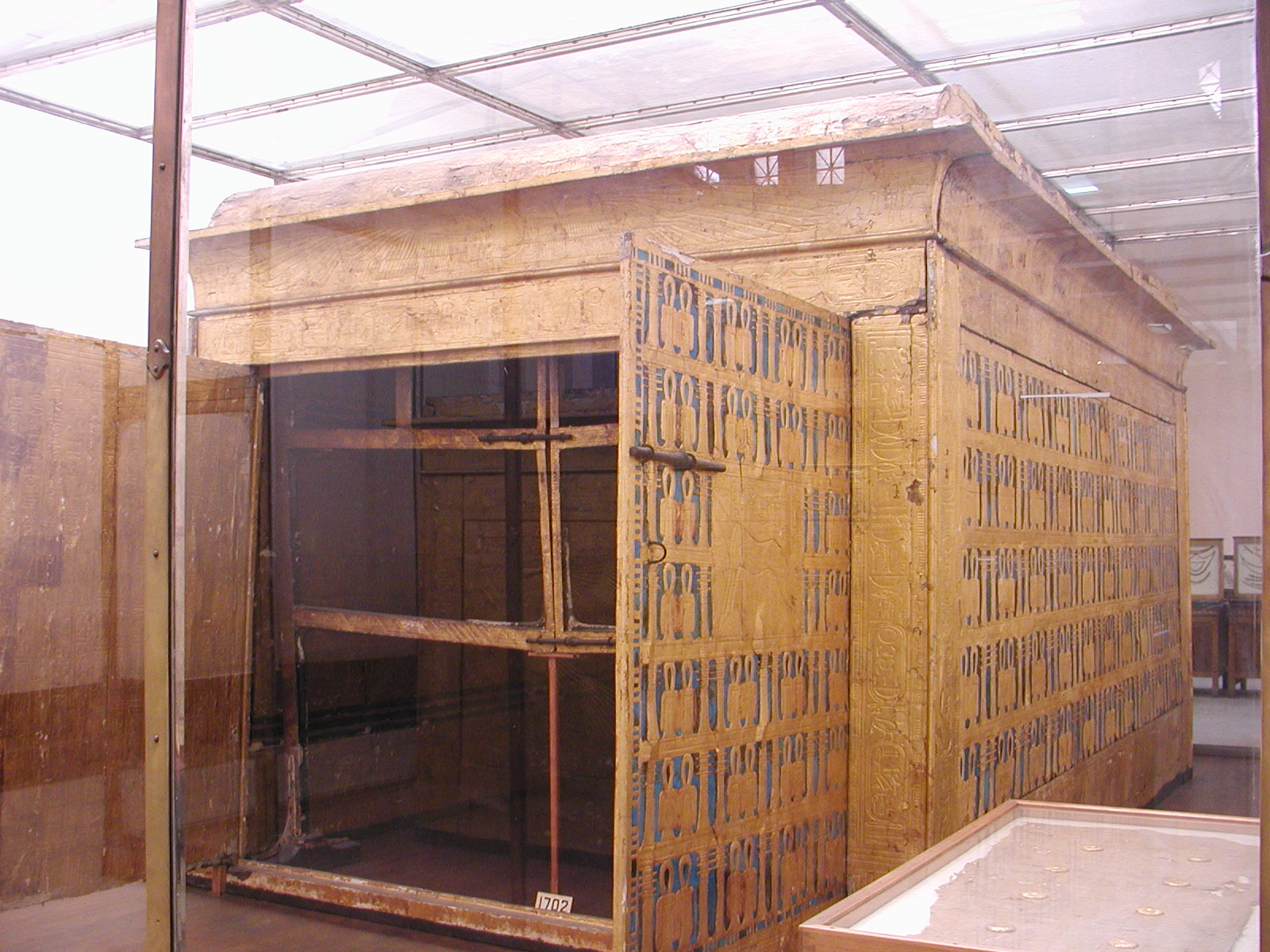
Cambra d'enterrament que fou desmuntada a la tomba i remuntada al Museu d'Antiguitats egipci

Va morir vers 1323 aC, als 19 anys, després de regnar uns deu anys i sense haver pogut consolidar el seu poder.
La seva prematura mort deixà una certa inestabilitat a Egipte, ja que era l'últim membre masculí de la dinastia XVIII. El succeí el seu conseller i gran visir (Xaty) Jeperjeperura Ay, per aconseguir la legitimitat dinàstica, regnant durant quatre anys. Durant aquest període Ay s'ocupà del govern interior, mentre que el general Horemheb, casat amb la germana de Nefertiti, Mutnedymet, s'ocupava de recuperar el prestigi exterior bastant damnificat durant els dos regnats anteriors, i fou possiblement associat al tron. Tots dos nomenaments foren sostinguts pel clergat d'Ammon, agraït pels favors polítics rebuts.
S'ha escrit molt sobre la seva mort d'aquest rei-nen i s'ha comptat amb la possibilitat d'un possible assassinat. La principal "prova" consistiria en una fractura al crani.
Un dels principals sospitosos seria el seu successor, Ay. Un altre sospitós seria el general Horemheb, la persona més adequada per a succeir el jove Tutankhamon en el tron. De fet Horemheb es convertí en faraó després de la mort de Jeperjeperura Ay, vers 1323 aC.
Uns altres estudis conjecturen que Tutankhamon va rebre un cop post mortem, que ni tan sols fou en el cap, sinó a la columna, i per tant, si veritablement fou assassinat, no fou de forma violenta. El radiòleg egipci Ashraf Selim ha suggerit que els fragments d'os van poder desprendre's quan el 1922 l'equip de Howard Carter va retirar la màscara d'or del rostre de la mòmia.
Amb tot, l'anàlisi recent de la mòmia amb modernes tècniques d'escaneig sota direcció de l'arqueòleg egipci Zahi Hawass, ha permès de refutar moltes suposicions anteriors errònies. Així es va descobrir que el faraó va morir quan tenia entre 18 i 20 anys, probablement arran d'una gangrena que li va causar la infecció deguda al fet que va trencar-se una cama (es creu que en un accident de carro), i probablement el mes de gener (per l'anàlisi de les flors trobades a la tomba, pròpies del març i abril, però l'enterrament es feia entre 70 i 90 dies després de la mort). El suposat cop al cap no fou causa de mort, i el forat del cap fou fet pels embalsamadors.
Contra el que es creia abans, el cos fou embalsamat amb cura i es van utilitzar 5 productes diferents, encara que el seu estat de conservació no sigui modernament molt bo. No es van trobar signes d'enverinament o de mala alimentació ni cap element que permeti suposar una mort fora del que podia ser normal a l'època. Frank Rühli, de l'Institut Anatòmic de la Universitat de Zúric, comentà: "La ferida estripà probablement una important artèria i estava oberta... una ferida comuna entre els genets... podria haver mort en un lapsus de pocs dies per una septicèmia".
Unes altres teories suggereixen que el rei Tutankhamon fou el causant de transmetre les seves deformitats físiques als seus fills, car en la seva tomba es trobà un fetus amb un defecte en la columna. Però cap d'aquestes suposicions són concloents i molt difícilment es podrà arribar a una conclusió definitiva.
Tutankamon no tingué temps de construir el seu mausoleu, pel que fou enterrat en una petita tomba que no s'havia construït per a ell. La mida relativament petita de la seva tomba (KV62) fou la raó que no fos descoberta fins al segle xx.
La sepultura inicialment prevista per a ell fou organitzada pel seu successor Ay.
Tot i això el jove faraó estava afectat per diverses malalties:
- Malària cerebral, era probablement la causa de la seva mort.
- La síndrome de Marfan, una malaltia genètica que explicaria el seu rostre afilat i la longitud excessiva dels seus braços i cames.
- La síndrome de Klinefelter, una anomalia dels seus cromosomes sexuals que es manifesten amb un penis petit i un engrandiment dels seus pits.
- La malaltia de Köhler, que fa trencadissos els ossos, per manca d'irrigació sanguínia. No hi ha cap dubte que anava coix i tenia una deformació al peu esquerre, els ossos molt dèbils, i no li arribava el reg sanguini a algunes parts.
- Deformació del peu esquerre, que era equinovar, i el llavi superior era leporí, a causa del paladar fes que ja li havia estat identificat abans.

## Descobriment de la tomba
Després d'anys de recerca i de patir les mofes d'alguns arqueòlegs de l'època, Howard Carter i el seu equip, patrocinats per l'anglès Lord Carnarvon, descobriren la seva tomba el 1922 a la Vall dels Reis, la KV62. Els tresors de la tomba són de gran bellesa i gran vàlua, tant artística com històrica. El seu sarcòfag és conegut per tenir una màscara d'or molt ben tallada i decorada al Museu Egipci al Caire. És una màscara realitzada en or batut amb incrustacions de pasta de vidre i turqueses, és la peça més coneguda de l'art egipci. La tomba fou descoberta quan els diners de Carnavon s'acabaven i Carter estava a punt d'abandonar. El descobriment fou quasi casual, ja que durant l'època ramèssida es van construir unes cabanes per als treballadors de la vall just a sobre de l'entrada, a més un dels habituals despreniments de terra de la vall la va tapar i va quedar amagada. El descobriment de la seva tomba és àmpliament considerat un dels descobriments arqueològics més grans de tots els temps.

## Llegat

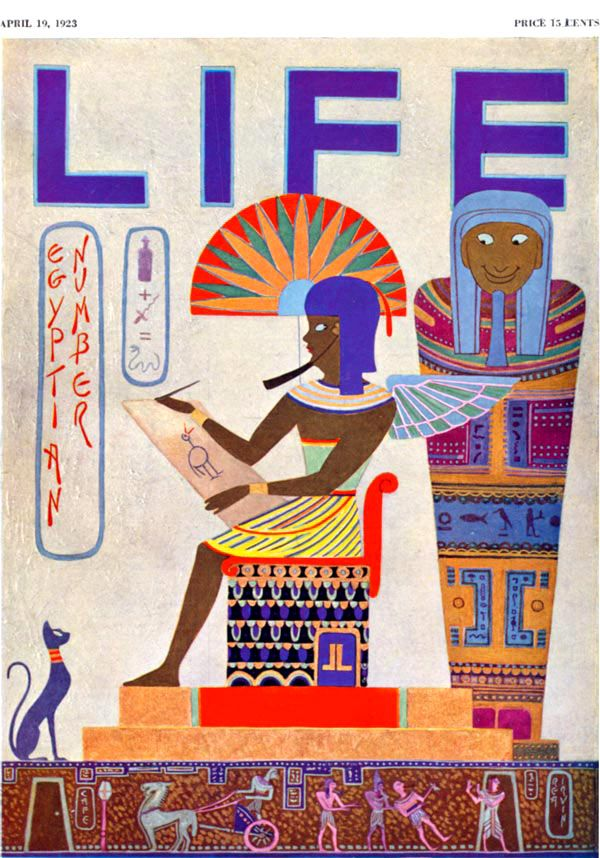
El número egipci ("Egyptian Number") de Life, 19 d'abril de 1923

La fama de Tutankamon és principalment conseqüència de la bona conservació de la seva tomba i de les exposicions globals dels seus artefactes associats. Com escriu Jon Manchip White, en el pròleg de l'edició de 1977 de The Discovery of the Tomb of Tutankhamun (El descobriment de la tomba de Tutankamon) de Carter, «El faraó que en vida va ser un dels faraons d'Egipte menys estimats s'ha convertit en mort en el més reconegut».
Els descobriments a la tomba van ser notícia destacada a la dècada de 1920. Tutankamon va arribar a ser anomenat per un neologisme modern, «Rei Tut». Les referències a l'antic Egipte es van fer habituals a la cultura popular, incloses les cançons de Tin Pan Alley; la més popular d'aquests últims va ser «Old King Tut» de Harry Von Tilzer de 1923, que va ser gravat per artistes tan destacats de l'època com Jones & Hare i Sophie Tucker. "King Tut" es va convertir en el nom de productes, empreses i el gos de companyia del president dels Estats Units Herbert Hoover. Mentre l'exposició The Treasures of Tutankhamon estava de gira pels Estats Units el 1978, el còmic Steve Martin va escriure una cançó novedosa King Tut. Originalment interpretada a Saturday Night Live, la cançó es va publicar com a senzill i va vendre més d'un milió de còpies. El 2023, una balena extinta descoberta als jaciments de l'eocè d'Egipte va rebre el nom de Tutcetus, en honor a Tutankamon, a causa de la petita mida i l'edat immadura de l'espècimen tipus.

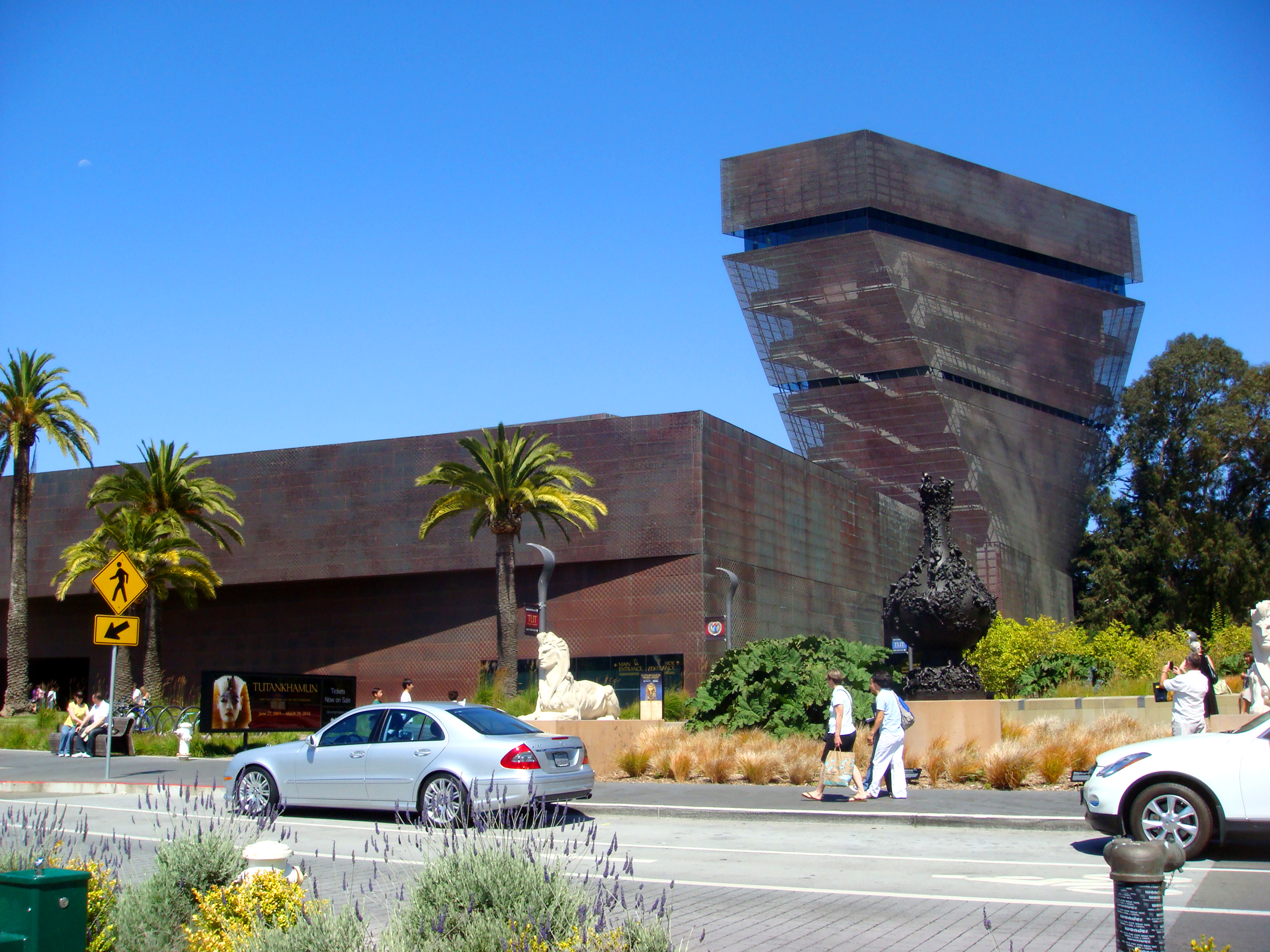
El Museu Memorial M. H. de Young de San Francisco va acollir una exposició d'artefactes de Tutankamon el 2009

Els artefactes de Tutankamon han recorregut el món amb un nombre de visites sense precedents. Les exposicions van començar el 1962 quan Algèria va obtenir la independència de França. Amb la fi d'aquest conflicte, el Museu del Louvre de París va poder organitzar ràpidament una exposició dels tresors de Tutankamon a través de Christiane Desroches Noblecourt. L'egiptòleg francès ja era a Egipte com a part d'una cita de la UNESCO. L'exposició francesa va atreure 1,2 milions de visitants. Noblecourt també havia convençut el ministre egipci de cultura perquè permetés al fotògraf britànic George Rainbird tornar a fotografiar la col·lecció en color. Les noves fotografies en color, així com l'exposició del Louvre, van iniciar un renaixement de Tutankamon.

## Titulatura

### Primer nom de naixement
Sota influència de la teologia d'Amarna
| Titulatura | Jeroglífic | Transliteració (transcripció) - traducció - (referències) |

| i | t · n | N5 | t | G43 | t | S34 | n · Aa1 |

| i | t · n | N5 | t | G43 | t | S34 | n · Aa1 |

| i | t · n | N5 | t | G43 | t | S34 | n · Aa1 |

| i | t · n | N5 | t | G43 | t | S34 | n · Aa1 |

| i | t · n | N5 | t | G43 | t | S34 | n · Aa1 |

| i | t · n | N5 | t | G43 | t | S34 | n · Aa1 |

| i | t · n | N5 | t | G43 | t | S34 | n · Aa1 |

| i | t · n | N5 | t | G43 | t | S34 | n · Aa1 |

| i | t · n | N5 | t | G43 | t | S34 | n · Aa1 |

| i | t · n | N5 | t | G43 | t | S34 | n · Aa1 |

| i | t · n | N5 | t | G43 | t | S34 | n · Aa1 |

| i | t · n | N5 | t | G43 | t | S34 | n · Aa1 |

| i | t · n | N5 | t | G43 | t | S34 | n · Aa1 |

| i | t · n | N5 | t | G43 | t | S34 | n · Aa1 |

| i | t · n | N5 | t | G43 | t | S34 | n · Aa1 |

| i | t · n | N5 | t | G43 | t | S34 | n · Aa1 |

### Canvi de titulatura
| Titulatura | Jeroglífic | transcripció - traducció - (referències) |

| G5 |

| G5 |

| E2 · D40 | t | G43 | t | F31 | s | t | G43 | Z3 |

| E2 · D40 | t | G43 | t | F31 | s | t | G43 | Z3 |

| E2 · D40 | t | G43 | t | F31 | s | t | G43 | Z3 |

| E2 · D40 | t | G43 | t | F31 | s | t | G43 | Z3 |

| G5 |

| G5 |

| E2 · D40 | t | G43 | t | F31 | s | t | G43 | Z3 |

| E2 · D40 | t | G43 | t | F31 | s | t | G43 | Z3 |

| E2 · D40 | t | G43 | t | F31 | s | t | G43 | Z3 |

| E2 · D40 | t | G43 | t | F31 | s | t | G43 | Z3 |

| G16 |

| G16 |

| nfr | O4 · p | G43 | M40 | Z2ss | s | W11 · r | V28 | D36 · N17 · N17 | N21 · N21 |

| nfr | O4 · p | G43 | M40 | Z2ss | s | W11 · r | V28 | D36 · N17 · N17 | N21 · N21 |

| G16 |

| G16 |

| nfr | O4 · p | G43 | M40 | Z2ss | s | W11 · r | V28 | D36 · N17 · N17 | N21 · N21 |

| nfr | O4 · p | G43 | M40 | Z2ss | s | W11 · r | V28 | D36 · N17 · N17 | N21 · N21 |

| G8 |

| G8 |

| U39 | N28 · Z2s · O34 | R4 · t · p | R8A |

| U39 | N28 · Z2s · O34 | R4 · t · p | R8A |

| G8 |

| G8 |

| U39 | N28 · Z2s · O34 | R4 · t · p | R8A |

| U39 | N28 · Z2s · O34 | R4 · t · p | R8A |

| N5 | L1 | Z3 | nb |

| N5 | L1 | Z3 | nb |

| N5 | L1 | Z3 | nb |

| N5 | L1 | Z3 | nb |

| N5 | L1 | Z3 | nb |

| N5 | L1 | Z3 | nb |

| N5 | L1 | Z3 | nb |

| N5 | L1 | Z3 | nb |

| N5 | L1 | Z3 | nb |

| N5 | L1 | Z3 | nb |

| N5 | L1 | Z3 | nb |

| N5 | L1 | Z3 | nb |

| N5 | L1 | Z3 | nb |

| N5 | L1 | Z3 | nb |

| N5 | L1 | Z3 | nb |

| N5 | L1 | Z3 | nb |

| i | mn · n | t | G43 | t | S34 |

| i | mn · n | t | G43 | t | S34 |

| i | mn · n | t | G43 | t | S34 |

| i | mn · n | t | G43 | t | S34 |

| i | mn · n | t | G43 | t | S34 |

| i | mn · n | t | G43 | t | S34 |

| i | mn · n | t | G43 | t | S34 |

| i | mn · n | t | G43 | t | S34 |

| i | mn · n | t | G43 | t | S34 |

| i | mn · n | t | G43 | t | S34 |

| i | mn · n | t | G43 | t | S34 |

| i | mn · n | t | G43 | t | S34 |

| i | mn · n | t | G43 | t | S34 |

| i | mn · n | t | G43 | t | S34 |

| i | mn · n | t | G43 | t | S34 |

| i | mn · n | t | G43 | t | S34 |

| i | mn · n | t | G43 | t | S34 | S38 | O28 | M26 |

| i | mn · n | t | G43 | t | S34 | S38 | O28 | M26 |

| i | mn · n | t | G43 | t | S34 | S38 | O28 | M26 |

| i | mn · n | t | G43 | t | S34 | S38 | O28 | M26 |

| i | mn · n | t | G43 | t | S34 | S38 | O28 | M26 |

| i | mn · n | t | G43 | t | S34 | S38 | O28 | M26 |

| i | mn · n | t | G43 | t | S34 | S38 | O28 | M26 |

| i | mn · n | t | G43 | t | S34 | S38 | O28 | M26 |

| i | mn · n | t | G43 | t | S34 | S38 | O28 | M26 |

| i | mn · n | t | G43 | t | S34 | S38 | O28 | M26 |

| i | mn · n | t | G43 | t | S34 | S38 | O28 | M26 |

| i | mn · n | t | G43 | t | S34 | S38 | O28 | M26 |

| i | mn · n | t | G43 | t | S34 | S38 | O28 | M26 |

| i | mn · n | t | G43 | t | S34 | S38 | O28 | M26 |

| i | mn · n | t | G43 | t | S34 | S38 | O28 | M26 |

| i | mn · n | t | G43 | t | S34 | S38 | O28 | M26 |